# César pentru cel mai bun film al Uniunii Europene
Acesta este lista filmelor care au câștigat premiul César pentru cel mai bun film al Uniunii Europene (franceză César du meilleur film de l'Union Européenne), categorie creată în 2003 și dispărută în 2006.
- 2003 — Hable con ella (Vorbește cu ea), Spania, regia Pedro Almodóvar,
- 2004 — Good bye, Lenin! (La revedere, Lenin!), Germania, regia Wolfgang Becker,
- 2005 — Premiul s-a acordat pentru două filme:
  - Just a Kiss (Doar un sărut), Marea Britanie), regia  Ken Loach și
  - La vie est un miracle (Viața e un miracol) (Franța și Serbia), regia Emir Kusturica.